# Inno ad Apollo
L'Inno ad Apollo fa parte della raccolta degli Inni omerici.

## Genesi

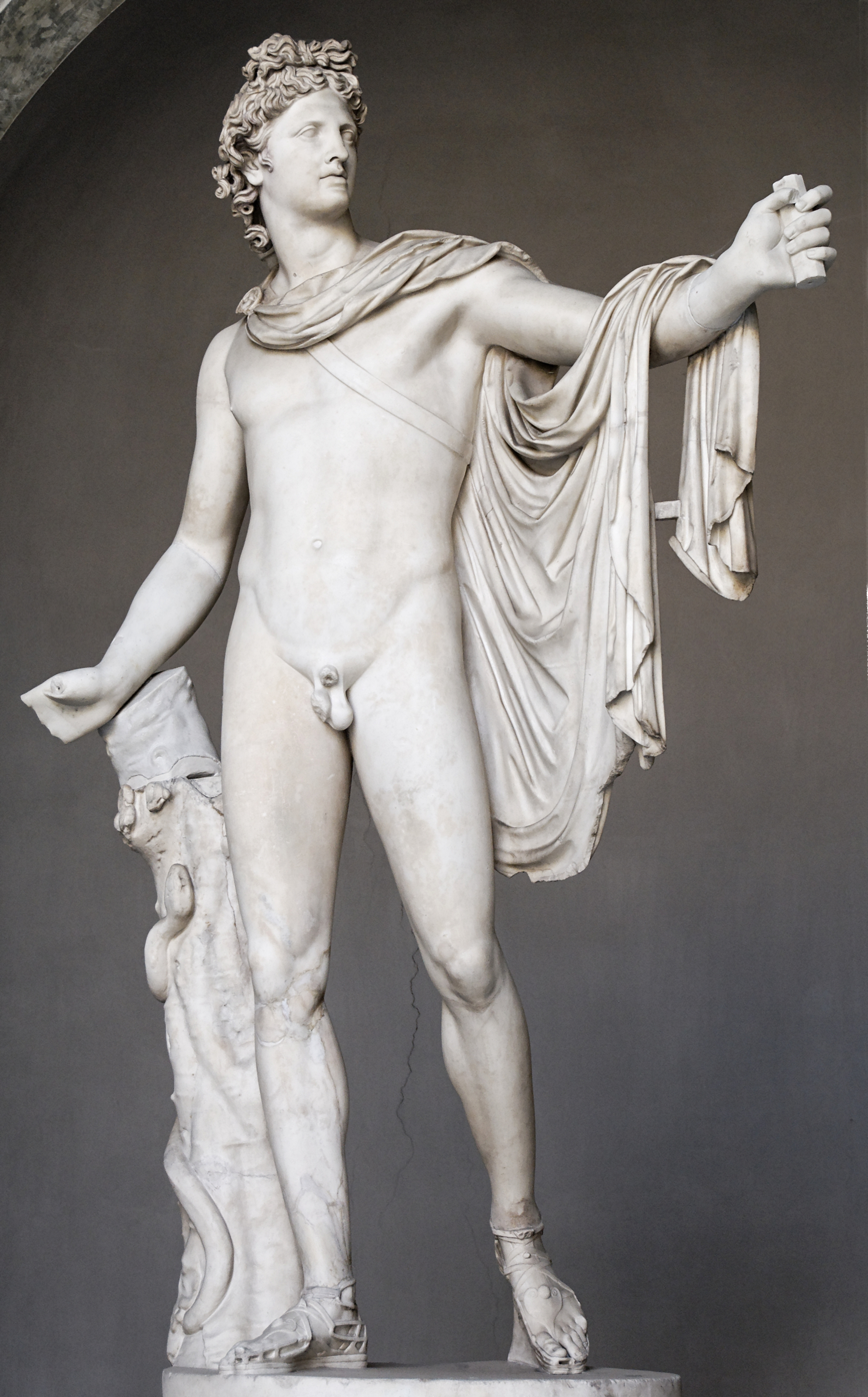
Apollo Belvedere

L'Inno presenta due sezioni nettamente distinte, sia per scelte stilistiche che per aspetti contenutistici e già nel 1782 David Ruhnken aveva sostenuto che l'inno è composto da due parti separate, riunite successivamente nella tradizione manoscrittaː la prima (Apollo Delio) narra la nascita del dio a Delo e la celebrazione delle feste delie e termina al v. 176 o al v. 178; la seconda è incentrata sulla fondazione dell'oracolo a Delfi, impresa resa possibile dall'uccisione della dragonessa. In tale ipotesi la composizione della prima parte risalirebbe al VII secolo, la seconda al VIː
Tale vistosa discordanza costituisce il fulcro della discussione filologica e letteraria sull'Inno, la quale tenta di ritrovare spunti unitari all'interno del componimento. Esami oggettivi di ordine metrico e formulare confermano in buona parte l'esistenza di una chiara alterità tra due parti tematicamente inconciliabili, tanto che la tesi analitica ha in genere il sopravvento.
L'Inno sarebbe dunque il risultato di un accorpamento tra due composizioni aediche appartenenti ad epoche e culture differenti, i cui versi sarebbero stati rielaborati e fusi per circostanze occasionali ed esterne.
La sostanziale ambivalenza che percorre L'Inno e si palesa nella suddivisione del campo di influenza del dio tra i santuari di Delfi e Delo corrisponde ad una divisione di ordine storico e religioso del mondo greco. Delfi, dichiaratamente aristocratica, svolse un ruolo predominante nei secoli VII e VI promuovendo l'espansione coloniale ellenica verso il Medio Oriente e il bacino del Mediterraneo. 
Il prestigio dell'oracolo, sede ricorrente di pellegrinaggi nonché centro cultuale molto influente, declinò all'epoca delle prime spedizioni persiane. Delo, sede antichissima di culto, ebbe al contrario un'importanza soprattutto locale fino alla metà del VI secolo, quando conobbe una rapida crescita connessa allo sviluppo urbanistico e si impose con la funzione di rappresentante della comunità Ionica. Nel tentativo di arginare l'aggressiva politica estera promossa da Atene al termine delle guerre persiane in opposizione al blocco di alleanze spartano, Delo divenne sede della symmachia ionica, promuovendo un'ideologia anti-aristocratica. 
Le opposte impostazioni politiche, le diverse prerogative rituali nonché il processo stesso di istituzione fanno dunque di Delfi e Delo i due poli inconciliabili del culto apollineo. La tesi analitica sembra tenere conto di tutto ciò, in quanto ritiene che la sezione delia sia sta composta in epoca arcaica con lo scopo di essere recitata in occasione di una festività rituale a Delo, mentre quella delfica, di epoca assai più recente, costituirebbe un proemio destinato ad introdurre gli agoni rapsodici durante le cerimonie pitiche. L'autore dell'Inno unì, dunque, in una stessa composizione poetica i due inni apollinei di entità maggiore a lui noti, arricchendo l'aretalogia (la rassegna delle gesta eroiche) del dio mediante la fusione di tradizioni distanti sia temporalmente che culturalmente. La struttura complessiva del canto rivela una sapiente cura espositiva e una riorganizzazione del materiale preesistente, ben lontane da un semplice accostamento tra due gruppi di versi scollegati, senza alcun richiamo interno.

## Autore e data di composizione
Varie ipotesi sono state formulare nel tentativo di identificare il compositore dell'Inno. La consapevolezza con la quale al codificato inno delio vengono intessute tradizioni continentali, l'insistenza su particolari paesaggistici propri dell'Egeo piuttosto che della Grecia e delle coste Peloponnesiache, fanno pensare a Cineto di Chio, aedo di larga fama attivo negli ultimi decenni del VI secolo. La possibile attribuzione del componimento ad una figura storicamente attendibile sottrae in parte l'Inno dalla sua oscurità, senza però penetrarne appieno la complessità. 
È innegabile, infatti, la presenza di ulteriori influenze “omeriche”, in particolare nella sezione pitica, dove ricorre il meccanismo del “riuso”, ossia l'adattamento di formule ed epiteti ad una nuova situazione poetica. Altre corrispondenze si ritrovano in alcuni aspetti dello sviluppo narrativo. Le peregrinazioni marine di Leto evocano un'atmosfera odissiaca, come anche l'uccisione della dragonessa, crudelmente trafitta dalle frecce, un ricordo della sanguinosa sfida tra i proci ed Ulisse ad Itaca. “Omerica” è, inoltre, la figura stessa del dio. 
L'esordio dell'inno che descrive l'apparizione repentina di Apollo arciere, suscitatore di phobos, immerso nella sua accecante lucentezza è simile ad una delle prime scene dell'Iliade, dove il dio scende infuriato dalle cime dell'Olimpo e prende a scagliare dardi contro il campo degli Achei, manifestando una rabbia improvvisa ed implacabile. Apollo ci appare, dunque, definito maggiormente dall'arco piuttosto che dalla lira e dalle doti profetiche. Egli è la divinità che sorprende e sconvolge, irrompendo nel campo di azione dell'uomo.
Enigmatici sono, infine, i versi con i quali il poeta, presentandosi come “il cieco di Chio”, pare porsi in relazione con Omero. Una tradizione riconosceva nella figura dell'immortale aedo epico l'autore dell'Inno ad Apollo. Egli l'avrebbe recitato sfidando in un certame poetico Esiodo ed impressionando a tal punto gli abitanti di Delo da convincerli a trascrivere il componimento su di una tavoletta, recante la sua sfraghis (sigillo di riconoscimento). È più probabile tuttavia che il cantore, alludendo ad Omero, voglia identificarsi nel poeta chiota e non riferirsi indirettamente a sé stesso. L'Inno ad Apollo è “omerico” in quanto è conforme ai canoni e al gusto della tradizione epica, dunque è possibile istituire una sovrapposizione tra l'aedo che ne è l'ideatore e l'autorità di riferimento, Omero.

## Contenuto
La prima parte dell'inno è costituita da una scena celeste, raffigurante Apollo che arriva armato d'arco sull'Olimpo. Ad essa segue un saluto a Leto generatrice e quindi, introdotta da una Priamel, la narrazione mitica vera e propria, ossia la nascita di Apollo a Delo. In essa il catalogo delle terre attraversate da Leto è seguito da un dialogo fra la dea e l'isola, poi dal racconto del parto divino. 
La conclusione di questa sequenza del canto, proiettata nel presente, comprende la descrizione della festa di Delo e la presentazione della figura del cantore, il “cieco di Chio”.
La sezione pitica, dopo un breve raccordo, si apre pure con una scena celeste che esalta questa volta le doti artistiche di Apollo in quanto suonatore di cetra ed ispirato poeta. Essa riprende la presentazione iniziale del dio e insieme l'atmosfera festiva del congedo che conclude la sezione delia. Una seconda Priamel introduce, in accordo con lo schema contenutistico comune al componimento, il brano mitico. 
Esso è incentrato sui prodigi compiuti dal dio a Crisa nella Troade, sulla metamorfosi di quest'ultimo in delfino, sul salvataggio della nave cretese e sulla costituzione dell'oracolo a Delfi in seguito all'uccisione del mostro ctonio Pito, l'atto che segna la ricostituzione di una sorta di nuovo ordine cosmico.
L'affinità strutturale con la sezione precedente si riscontra nella cura con la quale vengono riportate le località geografiche, scenario delle imprese del dio e nel dialogo tra quest'ultimo e la ninfa traditrice Telfusa, poi trasformata in fonte. L'ultima scena, seguita poi dal distico formulare di commiato, si sofferma sul reclutamento dei primi sacerdoti delfici e sulla modalità del rito pitico.